# Capitolazione della Germania nazista
La capitolazione della Germania nazista avvenne l'8 maggio 1945 con la firma dell'atto di resa da parte del generale Alfred Jodl. L'atto di resa (in inglese: German Instrument of Surrender; in tedesco: Bedingungslose Kapitulation der Wehrmacht, lett. Capitolazione incondizionata della Wehrmacht; in russo: Акт о капитуляции Германии, traslitterato: Akt o kapitulyatsii Germanii, lett. Atto di capitolazione della Germania; in francese: Actes de capitulation du Troisième Reich, lett. Atti di capitolazione del Terzo Reich) fu l'atto ufficiale, firmato il 8 maggio 1945, per la resa incondizionata della Germania nazista con cui terminò la seconda guerra mondiale in Europa.
Il testo definitivo fu firmato a Karlshorst il 8 maggio 1945 dai rappresentanti delle tre forze armate dell'Oberkommando der Wehrmacht e dagli Alleati insieme all'Alto comando supremo dell'Armata Rossa sovietica, con ulteriori rappresentanti francesi e statunitensi firmatari in qualità di testimoni. Il feldmaresciallo Wilhelm Keitel fu il rappresentante della Germania nazista nella cerimonia della firma.
I nazisti furono costretti a firmare due documenti di resa agli Alleati; i sovietici accettarono solo il secondo a conferma della resa nazista: furono redatte tre versioni in lingua del documento (in russo, inglese e tedesco), con le versioni in russo e in inglese proclamate come le uniche riconosciute autorevoli.

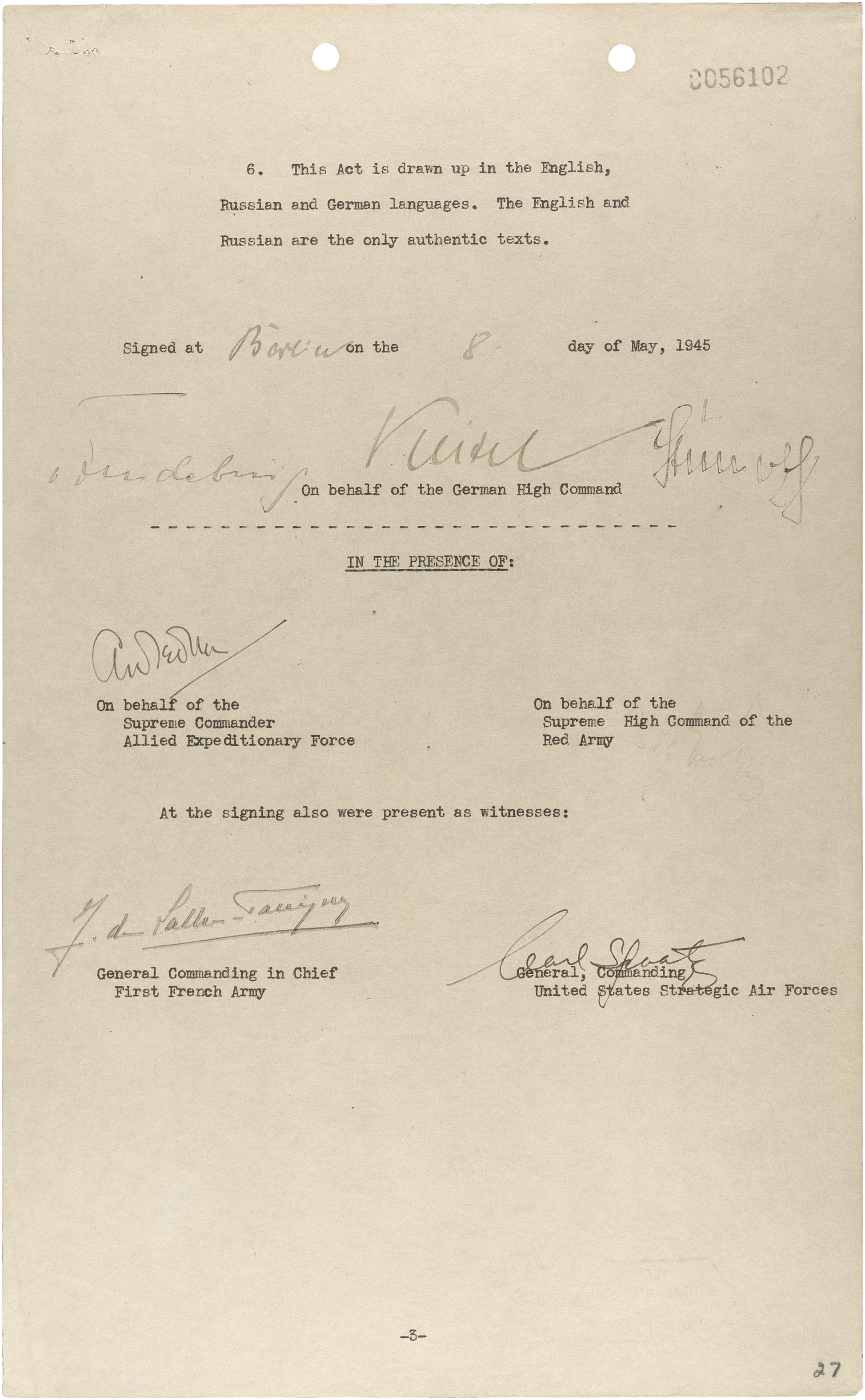
Terza e ultima pagina dell'atto di resa incondizionata firmato a Berlino il 8 maggio 1945

## Contesto storico
Il 30 aprile 1945 Adolf Hitler si uccise nel suo Führerbunker, situato sotto la Cancelleria del Reich, dopo aver redatto il testamento di successione in favore dell'ammiraglio Karl Dönitz, con il titolo di presidente del Reich. Con la caduta di Berlino due giorni dopo, e con le forze statunitensi e sovietiche riunite a Torgau sull'Elba, l'area ancora sotto il controllo militare tedesco fu divisa in due. La velocità dell'avanzata alleata del marzo 1945, insieme agli ordini insistenti di Hitler di resistere e combattere fino allo stremo, portò la maggior parte delle forze tedesche sopravvissute a chiudersi in sacche isolate, per lo più al di fuori dei confini della Germania pre-nazista.
Il 2 maggio 1945, Dönitz tentò di formare un nuovo governo a Flensburgo con Wilhelm Keitel e con l'Oberkommando der Wehrmacht (OKW), precedentemente trasferito prima a Krampnitz e poi a Rheinsberg, durante la battaglia di Berlino. Sebbene Dönitz cercasse di presentare il suo governo come "non politico", non ci fu un reale ripudio del nazismo, il Partito Nazista non fu bandito, i principali nazisti non furono arrestati e i simboli del nazismo rimasero al loro posto. Sia i sovietici che gli americani rimasero irremovibili nel rifiuto di riconoscere sia Dönitz che il Governo di Flensburg come in grado di rappresentare lo Stato tedesco.
Alla morte di Hitler le forze tedesche rimasero: 
- nelle sacche atlantiche di La Rochelle, Saint-Nazaire, Lorient, Dunkerque e nelle Isole del Canale;
- nelle isole greche di Creta, Rodi e nel Dodecaneso;
- nella Norvegia meridionale e in Danimarca;
- nei Paesi Bassi nord-occidentali;
- nella Croazia settentrionale, in Nord Italia e Austria;
- in Boemia e Moravia;
- nella penisola di Curlandia in Lettonia;
- nella penisola di Hel in Polonia e in Germania verso Amburgo, di fronte alle forze britanniche e canadesi;
- nel Meclemburgo, Pomerania e nella città assediata di Breslavia, di fronte alle forze sovietiche;
- nella Baviera meridionale verso Berchtesgaden, di fronte alle forze americane e francesi.[3]

## Testo della resa

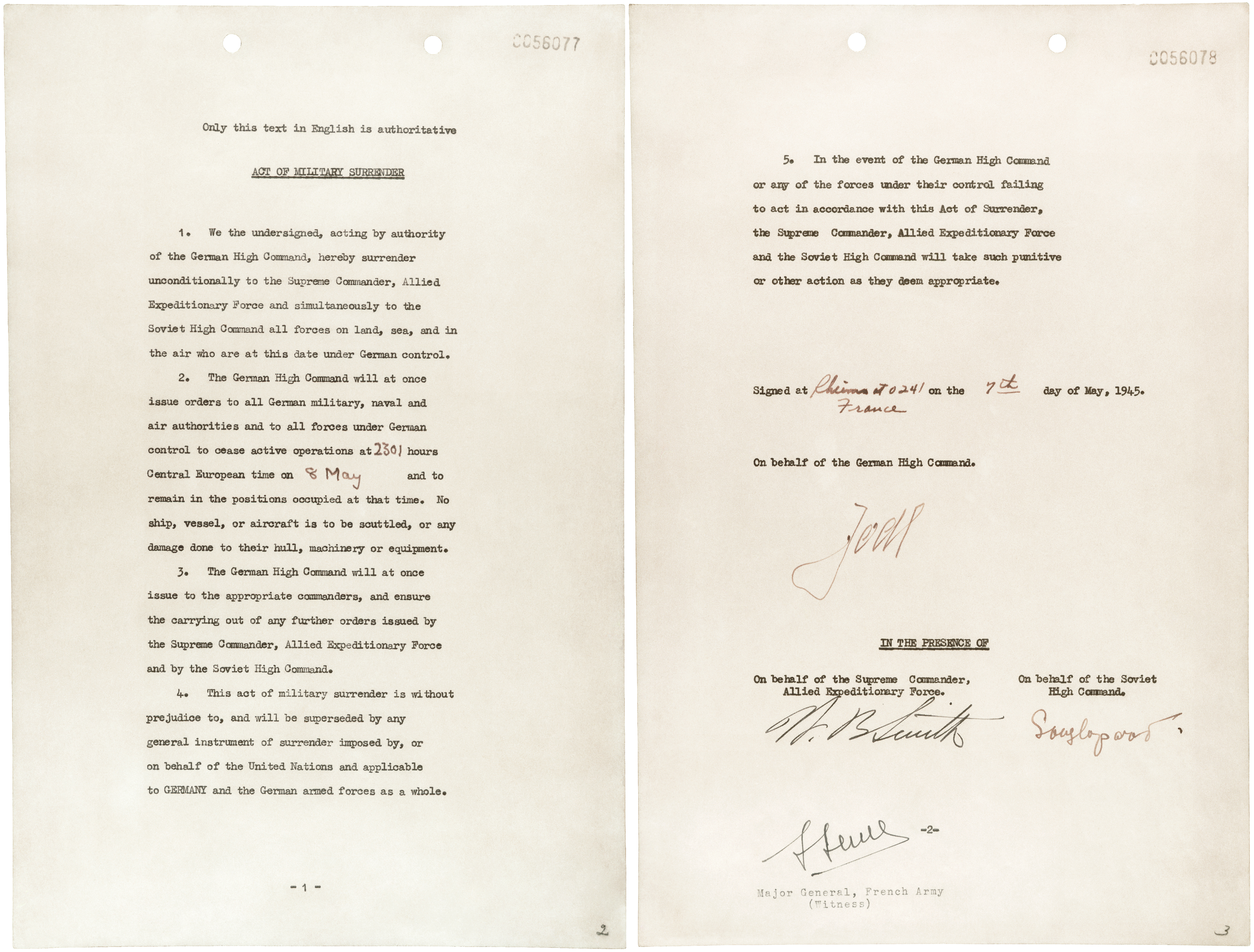
Atto di resa

I rappresentanti di Stati Uniti, Unione Sovietica e Regno Unito, lavorando attraverso la European Advisory Commission (EAC) per tutto il 1944, cercarono di preparare un testo della resa concordato da utilizzare nelle circostanze in cui i nazisti fossero stati rovesciati dall'interno della Germania da parte dei militari o dalle autorità civili, portando alla formazione di un governo post-nazista con l'obiettivo di un armistizio.
Entro il 3 gennaio 1944, il Working Security Committee dell'EAC propose:
Il comitato suggerì che l'atto di resa fosse firmato anche dai rappresentanti dell'Alto Comando tedesco. Le considerazioni alla base di questa raccomandazione nacquero per evitare il ripetersi del cosiddetto Dolchstoßlegende, il mito della pugnalata alla schiena, secondo cui gli estremisti tedeschi affermarono che l'armistizio dell'11 novembre 1918 fu firmato solo dai civili, e che l'Alto Comando dell'Esercito non si assunse alcuna responsabilità per la sconfitta stessa.
Non tutti furono d'accordo con le intenzioni espresse dal Comitato. L'ambasciatore William Strang, I Barone Strang, rappresentante britannico presso l'EAC, affermò:
I termini della resa tedesca furono inizialmente discussi il 14 gennaio 1944, durante la prima riunione dell'EAC. Un testo definitivo in tre parti fu concordato il 28 luglio 1944 e adottato dalle tre potenze alleate.
La prima parte consiste in un breve preambolo:"Il governo tedesco e l'Alto Comando tedesco, riconoscendo la completa sconfitta delle forze armate tedesche di terra, mare e aria, annunciano la resa incondizionata della Germania"; la seconda parte, articoli da 1 a 5, è relativa alla resa militare da parte dell'Alto Comando tedesco, alla consegna delle armi, alla loro evacuazione da qualsiasi territorio al di fuori dei confini tedeschi del 31 dicembre 1937 e alla loro responsabilità in cattività come prigionieri di guerra.
La terza parte, articoli da 6 a 12, riguarda la consegna da parte del governo tedesco ai rappresentanti alleati di quasi tutti i suoi poteri e autorità, il rilascio e rimpatrio dei prigionieri e dei lavoratori forzati, la cessazione delle trasmissioni radiofoniche, la fornitura del materiale di intelligence e di informazioni, il mantenimento delle armi e delle infrastrutture, la resa dei leader nazisti per i processi per crimini di guerra e il potere dei rappresentanti alleati di emettere proclami, ordini, ordinanze e istruzioni riguardanti "ulteriori requisiti politici, amministrativi, economici, finanziari, militari e di altro tipo che emergono dalla completa sconfitta della Germania".
L'articolo chiave nella terza sezione fu l'articolo 12, infatti prevede che il governo e l'Alto Comando tedesco si sarebbero conformati pienamente a qualsiasi proclama, ordine, ordinanza e istruzione dei rappresentanti alleati accreditati: ciò fu inteso dagli Alleati come una possibilità illimitata di imporre disposizioni per la restituzione e il risarcimento dei danni. Gli articoli 13 e 14 specificano la data di consegna e le lingue dei testi definitivi.
La Conferenza di Jalta nel febbraio 1945 portò a un ulteriore sviluppo dei termini della resa, fu concordato infatti che l'amministrazione della Germania del dopoguerra sarebbe stata divisa in quattro zone di occupazione per Gran Bretagna, Francia, Stati Uniti e Unione Sovietica. Fu anche convenuta una clausola aggiuntiva "12a" da aggiungere al testo della resa del luglio 1944. Si affermò inoltre che i rappresentanti alleati "adotteranno tali misure, incluso il completo disarmo, smilitarizzazione e smembramento della Germania ritenuti necessari per la pace e la sicurezza future". Il governo provvisorio della Repubblica francese, tuttavia, non fu parte dell'accordo di Jalta e si rifiutò di riconoscerlo, fatto che creò un problema diplomatico poiché l'inclusione formale della clausola aggiuntiva nel testo dell'EAC avrebbe inevitabilmente creato una richiesta francese di pari rappresentanza in qualsiasi decisione di smembramento. Sebbene la questione fosse rimasta irrisolta, ci furono in effetti due versioni del testo, una con la "clausola di smembramento" e una senza.
Entro la fine di marzo 1945, il governo britannico iniziò a dubitare che, una volta che la Germania fosse stata completamente sopraffatta, ci sarebbe stata un'autorità civile tedesca post-nazista in grado di firmare la resa o di metterne in vigore le disposizioni stabilite. Fu proposto che il testo EAC dovesse essere riformulato come una dichiarazione unilaterale della sconfitta tedesca da parte delle potenze alleate e della loro assunzione dell'autorità suprema in seguito alla totale dissoluzione dello stato tedesco: fu questa la forma definitiva del testo concordato dall'EAC e fu finalmente attuato come Dichiarazione sulla sconfitta della Germania.
Nel frattempo, i capi di stato maggiore degli alleati occidentali concordarono nell'agosto 1944 le linee guida generali per la conclusione dei termini della capitolazione con le forze tedesche per cui fu previsto che la capitolazione dovesse essere incondizionata e limitata agli aspetti puramente militari di una resa locale, che nessun impegno fosse preso nei confronti del nemico e che la resa fu senza pregiudizio per qualsiasi successivo atto generale di resa che potesse sostituire qualsiasi altro documento di resa parziale e che sarebbe stato imposto congiuntamente alla Germania dalle tre principali potenze alleate. Queste linee guida costituirono la base per le successive capitolazioni parziali delle forze tedesche agli Alleati occidentali, nell'aprile e nel maggio 1945.
Poiché la resa tedesca avvenne effettivamente, il testo EAC fu sostituito da una versione semplificata, solo militare, basata sulla formulazione dell'atto di resa parziale delle forze tedesche in Italia firmato alla resa di Caserta. Le ragioni della modifica furono controverse, anche se basate sulla consapevolezza delle riserve espresse sulla capacità dei firmatari tedeschi di concordare le disposizioni del testo completo o la continua incertezza sulla comunicazione della "clausola di smembramento" ai francesi.

## Atti di resa parziali in Occidente

### Forze tedesche in Italia e Austria occidentale
I comandanti militari tedeschi in Italia portarono a termine delle trattative segrete per una resa parziale, poi firmata a Caserta il 29 aprile 1945, con decorrenza dal 2 maggio. Il feldmaresciallo Albert Kesselring inizialmente denunciò la capitolazione, ma una volta confermata la morte di Hitler, vi aderì.

### Forze tedesche nel nord-ovest della Germania, Paesi Bassi, Danimarca e Schleswig-Holstein
Il 4 maggio 1945, le forze tedesche che agivano su istruzione del governo Dönitz, di fronte al 21º gruppo dell'esercito britannico e canadese, firmarono un atto di resa a Lüneburg Heath che entrò in vigore il 5 maggio.

### Forze tedesche in Baviera e nella Germania meridionale
Il 5 maggio 1945, tutte le forze tedesche in Baviera e nella Germania sudoccidentale firmarono un atto di resa agli americani ad Haar, fuori Monaco; entrò in vigore il 6 maggio.
Lo slancio per la capitolazione di Caserta scaturì dall'interno del comando militare tedesco; dal 2 maggio 1945 il governo Dönitz assunse il controllo, perseguendo una politica deliberata di successive capitolazioni parziali in Occidente per guadagnare tempo al fine di portare il maggior numero possibile di formazioni militari orientali verso ovest in modo da salvarle dalla prigionia sovietica o jugoslava e consegnarli agli inglesi e agli americani. Inoltre, Dönitz sperò di continuare a evacuare soldati e civili via mare dalla penisola di Hela e dalle circostanti aree costiere baltiche. Dönitz e Keitel furono decisi a non emettere alcun ordine di resa alle forze sovietiche, non solo per l'immutato anti-bolscevismo, ma anche perché non poterono essere sicuri che sarebbero stati obbediti e di conseguenza avrebbero potuto mettere le truppe ancora combattenti nella posizione di rifiutare un ordine diretto, privandoli così di ogni tutela legale come prigionieri di guerra.
A seguito di queste rese parziali, le principali forze tedesche rimaste sul campo (al contrario di quelle imbottigliate su isole e porti fortificati) erano costituite da:
- Heeresgruppe Ostmark, contro le forze sovietiche nell'Austria orientale e nella Boemia occidentale;
- Heeresgruppe E, fronteggiavano le forze jugoslave in Croazia;
- i resti del Heeresgruppe Weichsel, di fronte alle forze sovietiche nel Meclemburgo;
- Heeresgruppe Mitte, di fronte alle forze sovietiche nella Boemia orientale e in Moravia.[15]

Dal 5 maggio, lo Heeresgruppe Mitte fu impegnato nella brutale repressione della rivolta di Praga. Un esercito di circa 400.000 soldati tedeschi ben equipaggiati rimasti in Norvegia, al comando del generale Franz Böhme, fu contattato dal ministro tedesco in Svezia all'inizio del 6 maggio, per determinare se fosse possibile organizzare un'ulteriore capitolazione parziale con la Svezia neutrale come intermediario, ma non fu disposto a rispettare nient'altro che un ordine di resa generale dell'Alto Comando tedesco.
Le rese nell'ovest riuscirono a far cessare le ostilità tra gli alleati occidentali e le forze tedesche su quasi tutti i fronti. Allo stesso tempo, gli ordini di trasmissione del governo Dönitz continuavano a opporsi a qualsiasi atto di resa tedesca alle forze sovietiche in Curlandia, Boemia e Meclemburgo, tentando di annullare i negoziati di resa in corso sia a Berlino che a Breslavia.
Le forze tedesche nell'est ricevettero invece l'ordine di farsi strada verso ovest. Consapevole di ciò, il Comando Sovietico sospettò che gli alleati occidentali intendessero una pace separata (come del resto era esattamente intenzione di Dönitz); Eisenhower stabilì che non sarebbero state concordate ulteriori rese parziali in Occidente ma incaricò il governo Dönitz di inviare i rappresentanti al quartier generale della forza di spedizione alleata del quartier generale supremo (SHAEF) a Reims, per concordare i termini della resa di tutte le forze tedesche contemporaneamente a tutte le potenze alleate, compresi i sovietici.

## Cerimonie di resa

### La resa a Reims

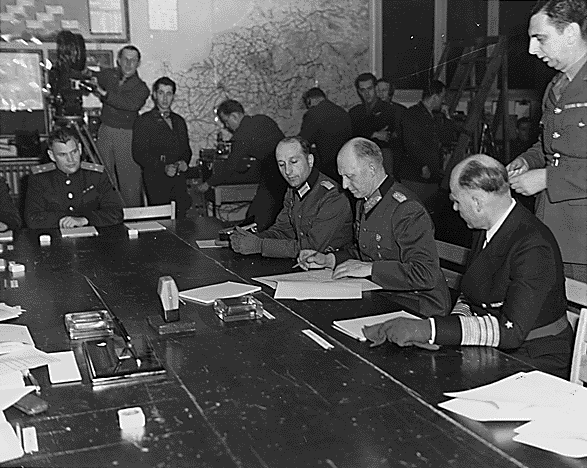
Il generale Alfred Jodl firma i documenti della resa incondizionata a Reims

Il 6 maggio, l'ammiraglio Hans-Georg von Friedeburg informò Dönitz che Eisenhower insisteva sulla "resa immediata, simultanea e incondizionata su tutti i fronti". Il generale Alfred Jodl fu inviato a Reims per tentare di persuadere Eisenhower del contrario, ma Eisenhower fu irremovibile annunciando alle ore 21:00 dello stesso giorno che, in assenza di una completa capitolazione, alla mezzanotte dell'8 maggio avrebbe ripreso l'offensiva dei bombardamenti contro le posizioni e le città ancora controllate dai tedeschi. Jodl telegrafò questo messaggio a Dönitz, che rispose, autorizzandolo a firmare l'atto di resa incondizionata, ma con riserva di negoziare un ritardo di 48 ore, apparentemente per consentire la comunicazione dell'ordine di resa alle unità militari tedesche periferiche.
Il primo documento di resa fu firmato il 7 maggio 1945 a Reims alle 02:41. La firma avvenne nell'istituto Collège Moderne et Technique de Reims, che funse da sede dello SHAEF. Doveva entrare in vigore alle 23:01 (un minuto dopo le 23:00, ora legale britannica) dell'8 maggio, essendo il periodo di grazia di 48 ore retrodatato all'inizio dei negoziati conclusivi.
La resa incondizionata delle forze armate tedesche fu firmata da Jodl, per conto dell'OKW, Walter Bedell Smith firmò a nome del comandante supremo della forza di spedizione alleata e il generale Ivan Susloparov a nome dell'Alto Comando Sovietico; il maggiore generale francese François Sevez firmò come testimone ufficiale.
Eisenhower procedette per tutta la consultazione con il generale Aleksei Antonov dell'Alto Comando Sovietico; su sua richiesta, il generale Susloparov fu distaccato presso il quartier generale dello SHAEF per rappresentare l'Alto Comando Sovietico nei negoziati di resa. Il testo dell'atto di resa fu telegrafato al generale Antonov nelle prime ore del 7 maggio, ma non fu ricevuta alcuna conferma dell'approvazione sovietica, né ci fu la conferma che il generale Susloparov fosse autorizzato a firmare in rappresentanza dell'Alto Comando Sovietico. Eisenhower concordò con Susloparov che il testo separato doveva essere firmato dagli emissari tedeschi, impegnandosi a far assistere alla ratifica formale dell'atto di resa in un momento e in un luogo designati dagli Alti Comandi alleati ai rappresentanti di ciascuno dei servizi armati tedeschi.
È convenuto tra gli emissari tedeschi sottoscritti che i seguenti ufficiali tedeschi arriveranno nel luogo e nell'ora designati dal comandante supremo, forza di spedizione alleata e dall'Alto Comando Sovietico, con poteri plenari, ad eseguire una ratifica formale per conto dell'Alto Comando Tedesco di questo atto di resa incondizionata delle forze armate tedesche.

Comandante dell'Alto Comando; comandante in capo dell'esercito; comandante in capo della marina; Comandante in capo delle Forze aeree.

FIRMATO

JODL

In rappresentanza dell'Alto Comando tedesco.
 DATATO 0241 7 maggio 1945 Reims, Francia»

### La resa a Berlino

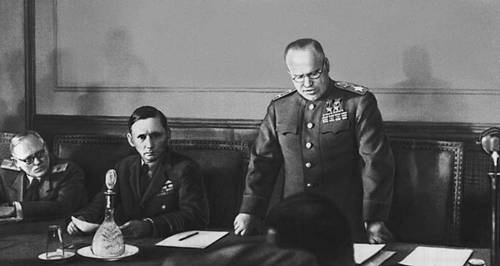
Il maresciallo Georgy Zhukov legge la capitolazione tedesca a Berlino. Seduto alla sua destra c'è il maresciallo capo dell'aeronautica britannica Sir Arthur Tedder.

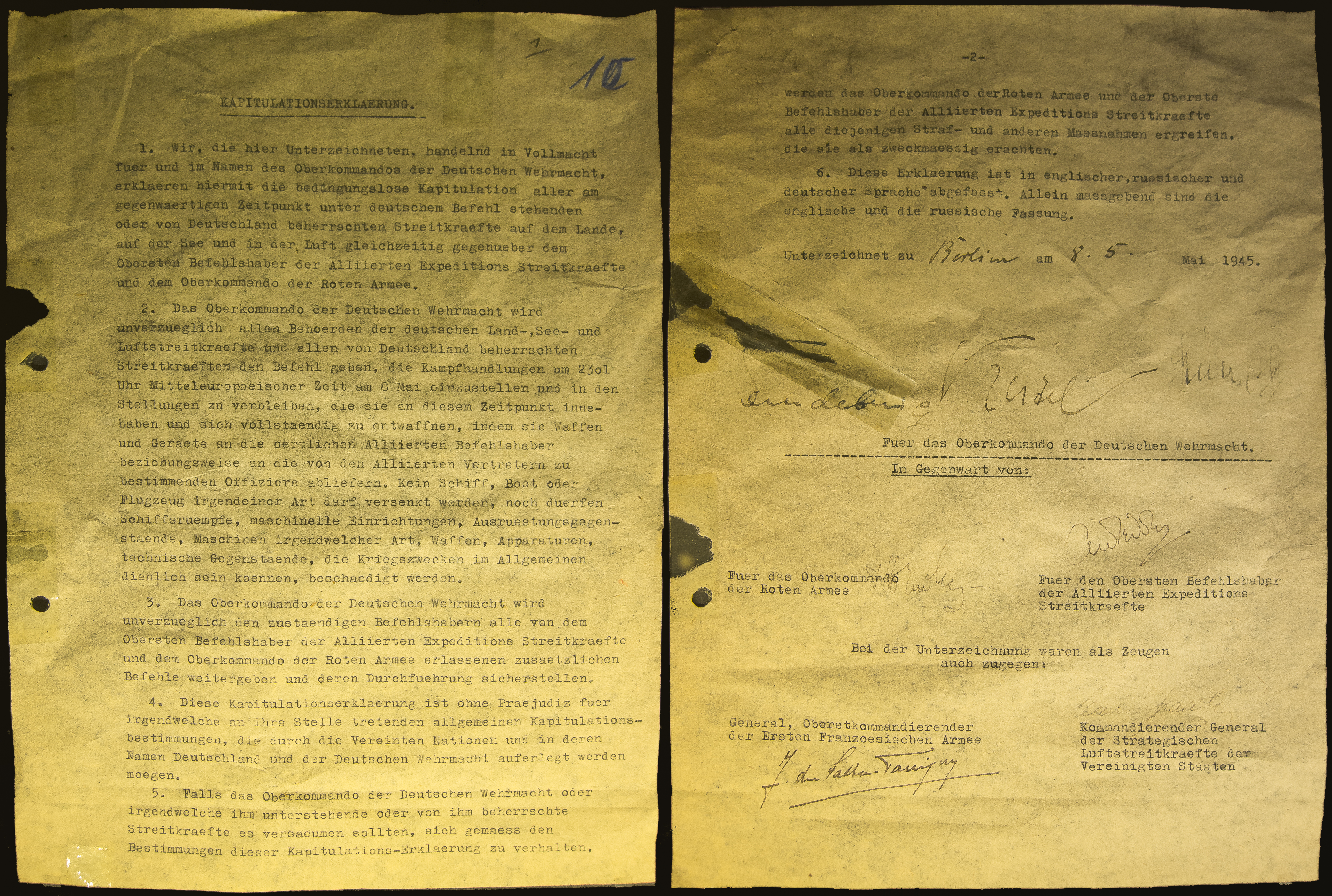
Atto di resa del 9 maggio 1945

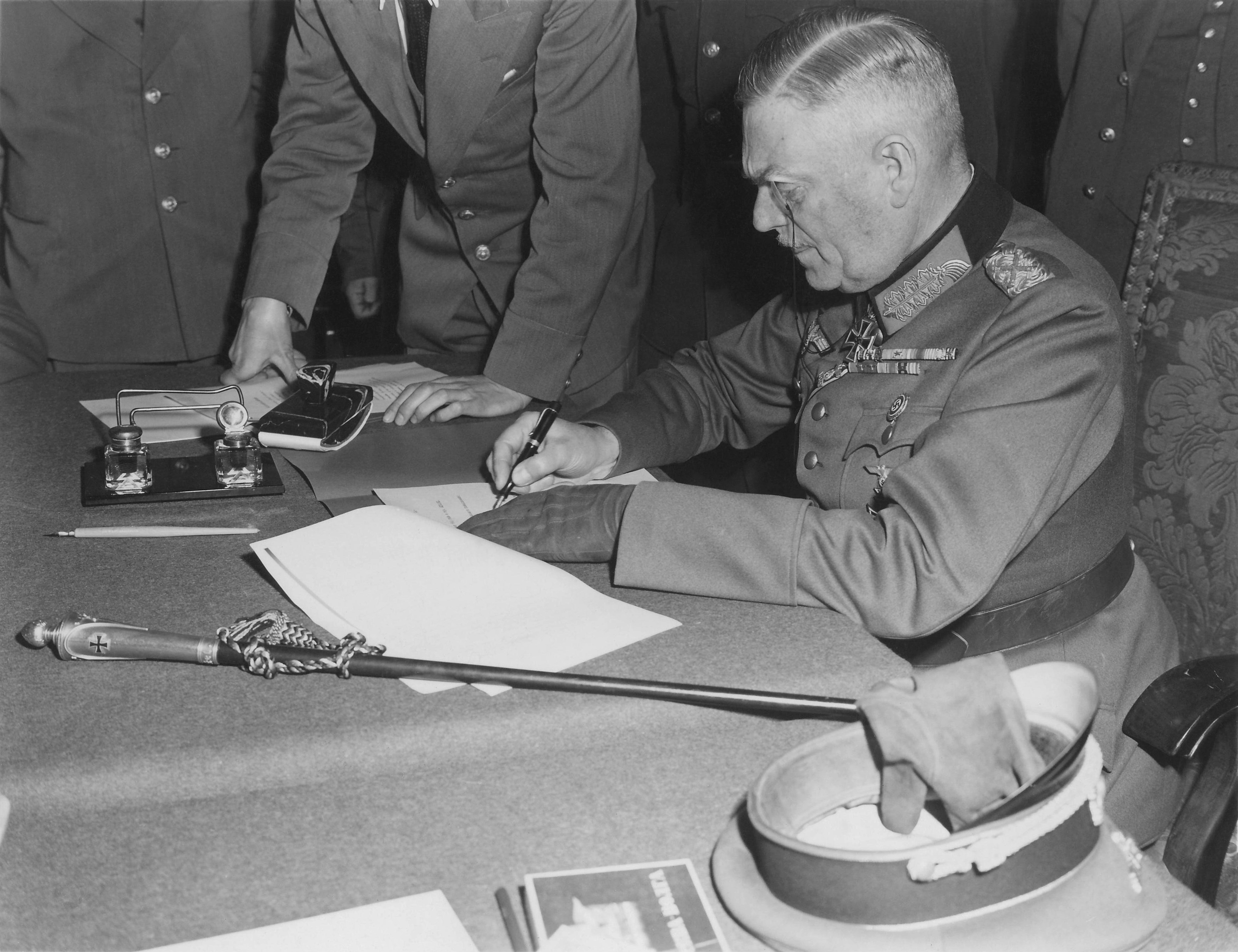
Il feldmaresciallo Wilhelm Keitel firma l'atto definitivo di resa incondizionata per l'esercito tedesco a Berlino

Circa sei ore dopo la firma di Reims, fu ricevuta una risposta dall'Alto Comando sovietico in cui si affermava che l'atto di resa era inaccettabile, sia perché il testo differiva da quello concordato dall'EAC, sia perché Susloparov non fu autorizzato a firmare. Queste obiezioni erano però pretesti: l'obiezione sostanziale sovietica era che l'atto di resa doveva rappresentare un evento storico unico e singolare, che riflettesse pienamente il principale contributo del popolo sovietico alla vittoria finale. Sostennero che non dovesse svolgersi nel territorio liberato già vittima dell'aggressione tedesca, ma presso la sede del governo da cui era scaturita l'aggressione tedesca: Berlino.
I sovietici sottolinearono che, sebbene i termini della resa firmata a Reims richiedessero alle forze tedesche di cessare tutte le attività militari e di rimanere nelle loro attuali posizioni, non era esplicitamente richiesto loro di deporre le armi e di arrendersi: "quello che deve accadere qui è la resa delle truppe tedesche, consegnandosi come prigionieri". Eisenhower acconsentì immediatamente, riconoscendo che l'atto di resa firmato a Reims doveva essere considerato "un breve atto di resa militare incondizionata", e si impegnò a presenziare con i rappresentanti correttamente accreditati dell'Alto Comando tedesco per una "più formale firma" l'8 maggio. Inoltre, rilasciò una ulteriore dichiarazione chiarificatrice dove specificò che le forze tedesche che continuassero a combattere contro i sovietici dopo il termine stabilito "non avrebbero più lo status di soldati", e quindi, se si fossero arresi agli americani o agli inglesi, sarebbero stati poi riconsegnati alla prigionia sovietica.
L'effetto della firma di Reims fu limitato al consolidamento dell'effettivo cessate il fuoco tra le forze tedesche e gli alleati occidentali. I combattimenti continuarono senza sosta a est, soprattutto quando le forze tedesche intensificarono il loro attacco aereo e terrestre contro la rivolta di Praga, mentre continuò l'evacuazione via mare delle truppe tedesche attraverso il Baltico. Dönitz inviò dei nuovi ordini per mantenere la resistenza contro le forze sovietiche, approfittando del periodo di 48 ore per ordinare di raddoppiare gli sforzi per salvare le unità militari tedesche dalla prigionia sovietica; presto divenne chiaro che aveva autorizzato la firma di una resa generale a Reims in malafede, e che di conseguenza né il comando sovietico né le forze tedesche avrebbero accettato di porre fine alle ostilità. Il generale Ferdinand Schörner, al comando dello Heeresgruppe Mitte, trasmise un messaggio alle sue truppe l'8 maggio 1945 denunciando "false voci" secondo cui l'OKW si fosse arreso al comando sovietico e agli alleati occidentali:"La lotta in Occidente però è finita. Ma non si può parlare di arrendersi ai bolscevichi".

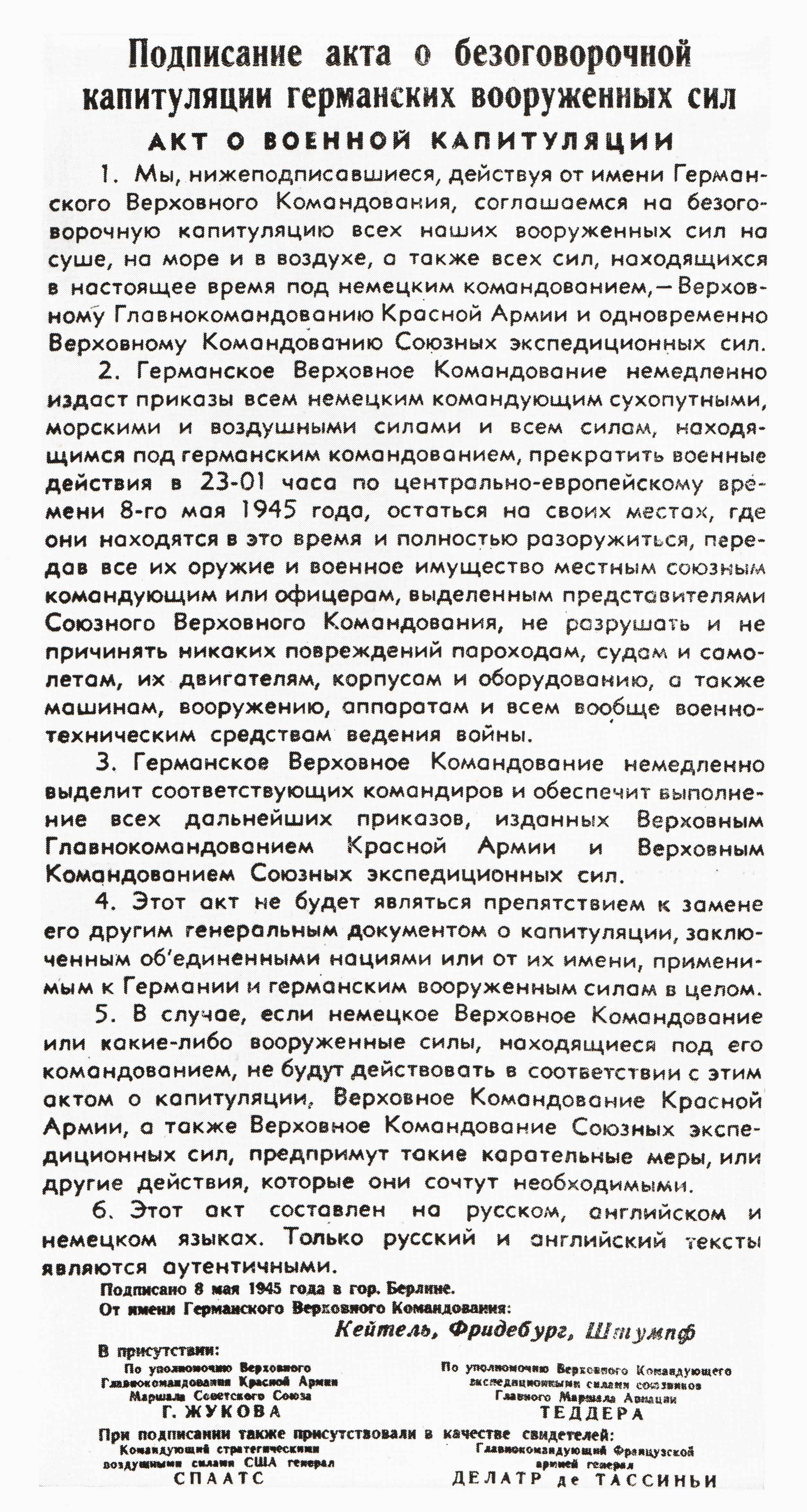
Atto di resa pubblicato sulla Pravda il 9 maggio 1945

Eisenhower fece in modo che i comandanti in capo di ciascuna delle tre forze armate tedesche fossero trasportati in aereo da Flensburg a Berlino l'8 maggio, dove furono tenuti in attesa per tutto il giorno fino alle 22:00 quando arrivò la delegazione alleata, e a quel punto fu fornito loro il testo modificato della resa. L'atto definitivo fu firmato prima della mezzanotte dell'8 maggio presso la sede dell'amministrazione militare sovietica a Berlino - Karlshorst, ora sede del Museo tedesco-russo di Berlino-Karlshorst. Poiché Eisenhower, come comandante supremo alleato per l'Europa occidentale, avrebbe scavalcato tecnicamente Zhukov, l'atto di firmare a nome degli alleati occidentali fu passato al suo vice, il maresciallo in capo dell'aeronautica Arthur Tedder. Gli emendamenti sovietici proposti al testo di resa di Reims furono accettati senza difficoltà dagli alleati occidentali; ma l'identificazione e la designazione dei firmatari alleati si rivelò più problematica. Le forze francesi operarono sotto il comando SHAEF, ma il generale de Gaulle chiese al generale de Tassigny di firmare separatamente per l'Alto Comando francese: in tal caso sarebbe stato politicamente inaccettabile che non ci fosse stata la firma americana sul documento di resa definitivo, mentre i sovietici non sarebbero stati d'accordo sul fatto che ci fossero più di tre firmatari alleati in totale, uno dei quali avrebbe dovuto essere Zhukov. Dopo ripetute riformulazioni, tutte da tradurre e ridigitare, si convenne finalmente che le firme francesi e americane sarebbero state apposte in qualità di testimoni. La conseguenza fu che le versioni finali non furono pronte per la firma fino a dopo la mezzanotte. Di conseguenza, la firma fisica fu ritardata fino a quasi le 01:00 del 9 maggio e quindi retrodatata all'8 maggio per essere coerente con l'accordo di Reims e gli annunci pubblici della resa già fatti dai leader occidentali.
L'atto definitivo di resa militare differiva dal testo firmato a Reims principalmente per quanto riguarda la richiesta dei tre firmatari tedeschi, che poterono rappresentare pienamente tutte e tre le forze armate insieme all'Alto comando tedesco. In caso contrario, il testo modificato prevedeva un articolo 2 ampliato, dove veniva richiesto alle forze tedesche di disarmare e consegnare le armi ai comandanti alleati locali: questa clausola ebbe l'effetto di garantire che le forze militari tedesche non solo cessassero le operazioni militari contro le forze alleate regolari, ma anche il disarmo, lo scioglimento e la presa in custodia.
Il feldmaresciallo Keitel inizialmente si oppose al testo modificato, proponendo che fosse concesso un ulteriore periodo di grazia di 12 ore alle forze tedesche arrese, prima che potessero essere esposte ad un'azione punitiva per non conformità ai sensi dell'articolo 5. Nel caso, doveva essere soddisfatto con una garanzia verbale di Zhukov,
1. Noi sottoscritti, agendo per autorità dell'Alto Comando tedesco, con la presente ci arrendiamo incondizionatamente al Comandante Supremo, Forza di Spedizione Alleata e simultaneamente all'Alto Comando Supremo dell'Armata Rossa di tutte le forze di terra, mare e aria che sono in questa data sotto il controllo tedesco.
2. L'Alto Comando tedesco emetterà immediatamente l'ordine a tutte le autorità militari, navali e aeree tedesche e a tutte le forze sotto il controllo tedesco di cessare le operazioni attive alle 23:01 ora dell'Europa centrale dell'8 maggio 1945, di rimanere in tutte le posizioni occupate in quel momento e di disarmarsi completamente, consegnando le loro armi ed equipaggiamenti ai comandanti alleati locali o agli ufficiali designati dai Rappresentanti dei Comandi Supremi Alleati. Nessuna nave o aeromobile deve essere affondata, o qualsiasi danno arrecato al loro scafo, macchinari o attrezzature, e anche a macchine di ogni tipo, armamento, apparato e tutti i mezzi tecnici di prosecuzione della guerra in generale.
3. L'Alto Comando tedesco rilascerà immediatamente i comandanti appropriati e assicurerà l'esecuzione di eventuali ulteriori ordini emessi dal Comandante supremo, dal Corpo di spedizione alleato e dal Comando supremo dell'Armata Rossa.
4. Questo atto di resa militare non pregiudica e sarà sostituito da qualsiasi strumento generale di resa imposto da o per conto delle Nazioni Unite e applicabile alla GERMANIA e alle forze armate tedesche nel loro insieme.
5. Nel caso in cui l'Alto Comando tedesco o una qualsiasi delle forze sotto il loro controllo non agisca in conformità con questo Atto di resa, il Comandante supremo, la forza di spedizione alleata e l'Alto comando supremo dell'Armata Rossa intraprenderanno tale azione punitiva o di altro tipo come ritengono opportuno.
6. Il presente atto è redatto nelle lingue inglese, russa e tedesca. L'inglese e il russo sono gli unici testi autentici.

Rappresentanti:

- Unione Sovietica: Maresciallo Georgy Zhukov: a nome dell'Alto Comando Supremo dell'Armata Rossa
- Regno Unito: Maresciallo capo dell'aeronautica Sir Arthur William Tedder, come vice comandante supremo della forza di spedizione alleata
- Stati Uniti: Generale Carl Spaatz, comandante delle forze aeree strategiche degli Stati Uniti, come testimone
- Francia: Generale Jean de Lattre de Tassigny, comandante della prima armata francese, come testimone
- Germania:
  - Feldmaresciallo Wilhelm Keitel come capo di stato maggiore delle forze armate tedesche (Wehrmacht) e come rappresentante dell'esercito tedesco
  - Ammiraglio Hans-Georg von Friedeburg come comandante in capo della marina tedesca
  - Generale Hans-Jürgen Stumpff come rappresentante dell'aviazione tedesca»

L'ammiraglio Friedeburg fu l'unico rappresentante delle forze tedesche ad essere presente alla firma degli atti di resa tedeschi a Luneburg il 4 maggio 1945, a Reims il 7 maggio e a Berlino l'8/9 maggio 1945. L'ammiraglio generale von Friedeburg si suicidò poco dopo, il 23 maggio 1945, allo scioglimento del governo di Flensburg.
La firma di Berlino ottenne il risultato voluto con le forze tedesche in Curlandia e negli avamposti atlantici, si arresero tutte il 9 maggio entro il periodo di grazia informale di 12 ore. La resa ai sovietici in Boemia e Moravia richiese un po' più di tempo, con alcune forze tedesche in Boemia che continuarono a tentare di farsi strada verso le linee americane. Il principio di una resa comune fu ampiamente mantenuto e alle unità che cercarono di sfidarlo fu negato il passaggio a ovest, dovendo necessariamente arrendersi ai sovietici.
L'unica eccezione fu il Heeresgruppe E in Croazia che combatté per diversi giorni nel tentativo di forzare la fuga dalle forze partigiane del maresciallo Tito, tanto che molti soldati di queste unità riuscirono ad arrendersi al generale Harold Alexander in Italia: tra questi vi furono un numero considerevole di truppe ustase, che furono successivamente riportate in Jugoslavia e prontamente giustiziate senza subire un processo.

## "Giorno della vittoria"
Alla cerimonia della firma di Reims parteciparono un numero considerevole di giornalisti, tutti vincolati da un limite di 36 ore per la diffusione della capitolazione. Quando divenne chiara la necessità della seconda firma, prima che l'Atto di resa potesse diventare operativo, Eisenhower convenne che il blackout delle notizie dovesse rimanere in modo che tutte le potenze alleate potessero celebrare insieme la vittoria in Europa il 9 maggio 1945. Tuttavia, il giornalista americano Edward Kennedy dell'agenzia di stampa Associated Press di Parigi non rispettò il vincolo, con la conseguenza che la resa tedesca fece notizia nei media occidentali già l'8 maggio. Rendendosi conto che era politicamente impossibile rispettare il calendario originale, alla fine si stabilì che gli alleati occidentali avrebbero celebrato la "Giornata della vittoria in Europa" l'8 maggio, ma che i leader occidentali non avrebbero fatto i loro proclami formali della vittoria fino alla sera, quando la cerimonia della firma di Berlino sarebbe diventata imminente. Il governo sovietico non riconobbe pubblicamente la firma di Reims e celebrò il "Giorno della Vittoria" il 9 maggio 1945, mantenendo così le date originarie.
La firma a Berlino avvenne il 9 maggio 1945 alle 00:16 ora locale. La capitolazione entrò in vigore retroattivamente, dall'8 maggio 1945 alle 23:01 ora dell'Europa centrale: ciò significò che il momento della firma e della capitolazione fu il 9 maggio alle 01:01 secondo l'ora di Mosca.

## Dichiarazione sulla sconfitta della Germania
Sebbene i firmatari tedeschi della resa avessero agito su istruzione dell'ammiraglio Dönitz, nessuno dei governi alleati riconobbe che il governo di Flensburg in carica esercitasse validamente il potere civile, e di conseguenza gli alleati insistettero affinché i firmatari tedeschi dovessero esplicitamente rappresentare solo l'Alto Comando tedesco. Il 23 maggio 1945, il presunto governo tedesco di Flensburg fu abolito e i suoi membri furono considerati prigionieri di guerra.

### Relazioni diplomatiche e ambasciate
Durante il 1944 e il 1945 i paesi precedentemente neutrali ed ex alleati tedeschi si erano uniti alle potenze alleate e avevano dichiarato guerra alla Germania. Le ambasciate tedesche in questi paesi furono chiuse, con le loro proprietà e archivi tenuti in custodia dalla potenza protettrice nominata, di solito Svizzera o Svezia, secondo i termini delle Convenzioni di Ginevra, con accordi di controparte per le ex ambasciate dei paesi alleati a Berlino.
Il Dipartimento di Stato degli Stati Uniti si preparò per le conseguenze diplomatiche della fine della guerra partendo dal presupposto che ci sarebbe stata una dichiarazione esplicita di resa incondizionata dello stato tedesco in conformità con il testo di resa concordato dell'EAC. Negli ultimi giorni dell'aprile 1945, il Dipartimento di Stato notificò alle potenze protettrici e a tutti gli altri governi neutrali rimasti, come l'Irlanda, che in seguito all'imminente resa tedesca, l'identità dello stato tedesco sarebbe rimasta esclusivamente per i quattro alleati e che quindi avrebbe richiamato immediatamente tutto il personale diplomatico tedesco, preso possesso di tutte le proprietà statali tedesche, estinte tutte le funzioni di potere e richiesto il trasferimento di tutti gli archivi e dei registri all'una o all'altra delle ambasciate degli alleati occidentali.
Il 9 maggio 1945 questi accordi furono messi in atto integralmente, nonostante le uniche parti tedesche del documento di resa firmato fossero state l'Alto Comando tedesco; gli alleati occidentali ritennero che uno stato tedesco funzionante avesse già cessato di esistere, e di conseguenza la resa dell'esercito tedesco rappresentò la completa cessazione della Germania nazista. Poiché le potenze protettrici rispettarono pienamente le richieste alleate, lo stato tedesco cessò come entità diplomatica il 9 maggio 1945; il Giappone imperiale, unico belligerante dell'Asse rimasto, aveva già denunciato la resa tedesca e sequestrato unilateralmente l'ambasciata tedesca a Tokyo.

### Dichiarazione di Berlino (1945)
Poiché l'atto di resa del 9 maggio 1945 fu firmato solo dai rappresentanti militari tedeschi, le disposizioni civili per la resa incondizionata della Germania rimasero senza una base formale esplicita e, di conseguenza, il testo EAC per la resa incondizionata della Germania riformulato come una dichiarazione e con un esteso preambolo esplicativo, fu adottato unilateralmente dalle quattro potenze alleate come Dichiarazione sulla sconfitta della Germania il 5 giugno 1945. In questo modo la posizione alleata riconobbe che la Germania, a seguito della sua completa sconfitta, non aveva né governo né autorità centrale e che l'autorità civile lasciata libera in Germania fu assunta esclusivamente dalle quattro potenze rappresentative alleate (Stati Uniti d'America, Unione delle Repubbliche socialiste sovietiche, Regno Unito di Gran Bretagna e Irlanda del Nord e Repubblica francese) per conto dei Governi Alleati in generale, un'autorità successivamente costituita nella Commissione alleata di controllo. Stalin si ritirò sul suo precedente sostegno al principio dello smembramento tedesco, rinunciando pubblicamente a tale politica nella sua proclamazione della vittoria al popolo sovietico dell'8 maggio 1945: per questo motivo non vi fu alcuna "clausola di smembramento " nel testo della dichiarazione di Berlino.

### Approfondimenti
- Reimar Hansen, Germany's Unconditional Surrender, su historytoday.com, History Today, 5 maggio 1995.
- Charles Kiley, Details of the Surrender Negotiations: This Is How Germany Gave Up, su empacc.net, Stars and Stripes.
- Philip E. Mosley, Dismemberment of Germany, su foreignaffairs.com, Foreign Affairs, aprile 1950.
- Oliver Samson, The German Capitulation Tangle, su dw-world.de, Deutsche Welle, 8 maggio 2005.